# Корвемаа
Корвемаа (на естонски: Kõrvemaa) е резерват в Северна Естония, на 35 километра източно от столицата Талин. С площ 205,175 km², резерватът има разнообразен хълмист релеф, основната част от който е покрита с гори, и богата флора и фауна, включваща 23 вида орхидеи и многообразие от птици.